# Sarıseki, İskenderun
Sarıseki là một thị trấn thuộc huyện İskenderun, tỉnh Hatay, Thổ Nhĩ Kỳ. Dân số thời điểm năm 2011 là 4.482 người.